# Raul de Carvalho (poeta)
Raul Maria de Carvalho (Alvito, 4 de setembro de 1920 — Porto, 3 de setembro de 1984), foi um poeta português.
Foi incluído no lote dos 100 melhores poetas do século XX português, por Jorge de Sena e Eduardo Lourenço considerou-o herdeiro de Álvaro de Campos.

## Vida
Raul de Carvalho nasceu a 4 de setembro de 1920 em Alvito, localidade da província Baixo Alentejo. Quase desde criança se envolve com a escrita e com a pintura. Filho de um sapateiro e de uma doméstica, cedo começou a trabalhar numa farmácia na sua vila no distrito de Beja e depois em Lisboa, onde viria a viver quase toda a sua vida.
Já adulto, Raul de Carvalho vai acabar a sua formação de Liceu e chega a inscrever-se na Faculdade de Direito da Universidade de Lisboa.
Na década de 1940, torna-se frequentador do café Martinho da Arcada, contactando regularmente com personalidades do meio literário, e começa a publicar em 1942.
Para além de colaborador de revistas como "Távola Redonda" ou "Cadernos de Poesia", Raul de Carvalho fundou com Ramos Rosa, José Terra, Luís Amaro, José Luís Moita, a que se juntou Egito Gonçalves no último número, a revista de poesia "Árvore".  Foi co-director desta revista de 1951 a 1953,  que veio a ser extinta pela censura.
Em pouco mais de quatro décadas, entre 1942 e o ano da sua morte 1984, publica 25 obras, tendo sido premiado, em Itália, com o "Prémio Simon Bolívar", em 1956, no Concurso Internacional de Poetas de Siena.
Na sua vida, foi ainda um fotógrafo apaixonado e  pintor com exposições públicas, ao mesmo tempo que militante inscrito no Partido Comunista e homossexual assumido.
Uma doença do coração de que recusa fazer-se operar começa a afectá-lo desde a década de 1970.
A morte, na sequência de um ataque cardíaco, iria encontrá-lo no Porto, quando estava em casa de amigos.
Raul de Carvalho morreu a 3 de setembro de 1984, no Hospital de São João, na véspera de completar 64 anos. Pouco tempo depois da sua morte, a sua casa foi assaltada, tendo sido roubados manuscritos inéditos seus e obras de arte de autores consagrados, tudo de valor inestimável.

## Obra
Raul de Carvalho esteve fortemente ligado ao movimento neo-realista e surrealista que marcaram as décadas de 1950 e de 1960 em Portugal.

### Algumas obras
- As Sombras e as Vozes (1949)
- Poesia 1949-1958 (1965)
- Tautologia (1968)
- Tudo É Visão (1970)
- Poemas Inactuais (1971)
- Tempo Vazio (1975)
- A Casa Abandonada (1977)
- Duplo Olhar (1978)
- Elsinore (1980)
- Mágico Novembro (1982)
- Um mesmo livro (1984)

### Tradução
- Jean Guitton, O Trabalho Intelectual, 1959.[8]

## Prémio de poesia
Em 1997, a Câmara Municipal de Alvito instituiu o "Prémio de poesia Raul de Carvalho". Para além de homenagear o 
poeta local, este prémio pretende ainda apoiar e divulgar de novos talentos.
| Edição | Ano  | Título                | Autor            | Ref.          |
| I      | n.d. | "Na Lassidão do Sono" | Leonilde Leal    | [ 11 ] [ 12 ] |
| II     | 1999 | "Além-Rio"            | Arlinda Mártires | [ 13 ]        |
| III    | n.d. | "A Casa dos Afectos"  | Fernando Fitas   | [ 10 ] [ 14 ] |
| IV     | 2005 | "O Livro do Regresso" | Xavier Zarco     | [ 15 ] [ 16 ] |

## Bienal Internacional
A “Bienal Internacional Raul de Carvalho” foi instituída em 2008 pela Câmara Municipal de Alvito. Este evento incluía secções de Fotografia, Pintura, Prosa e Conto, Poesia e Escultura e vinha substituir o prémio de poesia.
Em 2010 não se viria a realizar a segunda edição em virtude da reprovação da proposta de Regulamento da Bienal em sessão de Assembleia Municipal.